# Karla Lane
Karla Lane (Los Ángeles, California; 23 de enero de 1987) es una actriz pornográfica estadounidense.

## Biografía
Karla Lane nació en Los Ángeles (California), hija de padres hondureños, con el nombre de Karla Navarro. Comenzó su carrera como actriz BBW en 2005, con 18 años recién cumplidos, en la película Big Fat Cream Pie 2.
Ha rodado más de 150 películas, con escenas de masturbación, lésbico y chico/chica, siendo una de sus especialidades el bondage.
Tras estar nominada consecutivamente en las ediciones de 2014 y 2015 de los Premios AVN, en 2016 se alzó con el premio a la Artista BBW del año.
En 2020 fue incluida en el Salón de la Fama de AVN.

## Premios y nominaciones
| Año  | Ceremonia             | Resultado | Premio                                        | Trabajo              |
| ---- | --------------------- | --------- | --------------------------------------------- | -------------------- |
| 2014 | Premios AVN           | Nominada  | Artista BBW del año                           | —                    |
| 2014 | Nightmoves            | Nominada  | Artista BBW del año                           | —                    |
| 2014 | Nightmoves Fan Awards | Nominada  | Artista BBW del año                           | —                    |
| 2014 | The Fannys            | Nominada  | Artista BBW del año                           | —                    |
| 2015 | Premios AVN           | Nominada  | Artista BBW del año                           | —                    |
| 2015 | Nightmoves            | Nominada  | Artista BBW del año                           | —                    |
| 2015 | Nightmoves Fan Awards | Nominada  | Artista BBW del año                           | —                    |
| 2016 | Premios AVN           | Ganadora  | Artista BBW del año                           | —                    |
| 2016 | Biggie Awards         | Nominada  | Best Ethnic Performer                         | —                    |
| 2017 | Premios AVN           | Nominada  | Artista BBW del año                           | —                    |
| 2018 | Premios AVN           | Ganadora  | Artista de nicho del año                      | —                    |
| 2018 | Premios AVN           | Nominada  | Premio fan: Mejor artista BBW                 | —                    |
| 2019 | Premios AVN           | Nominada  | Premio fan: Mejor artista BBW                 | —                    |
| 2019 | Premios AVN           | Nominada  | Mejor actriz en mediometraje                  | Weight of Infidelity |
| 2020 | Premios AVN           | Nominada  | Artista de nicho del año                      | —                    |
| 2021 | Premios AVN           | Ganadora  | Artista de nicho del año                      | —                    |
| 2023 | Premios XBIZ          | Nominada  | Mejor escena de sexo en película de todo sexo | Scorpio Season       |